# Дроздов Петро Володимирович
Дроздов Петро Володимирович (1923–1945) — радянський військовик, учасник німецько-радянської війни, молодший лейтенант РСЧА, Герой Радянського Союзу (1943).

## Біографія
Народився 12 липня 1923 року в селі Заводівка (нині — Березівський район Одеської області) в селянській родині. Після закінчення семи класів школи переїхав до Краматорська, де закінчив школу фабрично-заводського учнівства і влаштувався працювати токарем на завод.
До лав РСЧА призваний у 1941 році. Брав участь у боях на Калінінському, Степовому, 2-у Українському і 1-у Білоруському фронтах. До осені 1943 року молодший лейтенант Петро Дроздов командував взводом автоматником розвідроти 19-ї механізованої бригади 1-го механізованого корпусу 37-ї армії Степового фронту.
Особливо відзначився під час битви за Дніпро. 11 жовтня 1943 група з восьми чоловік на чолі з Дроздовим переправилася через Дніпро в районі села Мишурин Ріг Верхньодніпровського району Дніпропетровської області та захопила пануючу над узбережжям висоту біля хутора Тарасівка. Група відбила кілька контратак супротивника. Перейшовши в контратаку, група увірвалася до траншей супротивника, захопивши три кулемети. Групі вдалося утримати позиції до підходу основних сил. У тих боях П. В. Дроздов особисто знищив близько 60 солдатів і офіцерів противника.
Під час одного з боїв за визволення Польщі П. В. Дроздов отримав важке поранення, внаслідок якого помер у шпиталі 20 січня 1945 року. Похований у місті Кутно Лодзинського воєводства Польщі.

## Нагороди
Указом Президії Верховної Ради СРСР від 20 грудня 1943 року за успішне форсування річки Дніпро, міцне закріплення плацдарму на західному березі і виявлені при цьому відвагу і геройство молодший лейтенант Петро Володимирович Дроздов був удостоєний високого звання Героя Радянського Союзу з врученням ордена Леніна і медалі «Золота зірка».
Також нагороджений орденом Червоної Зірки і медаллю «За відвагу».

## Пам'ять
На честь П. В. Дроздова встановлено обеліск, названі вулиця і школа в Заводівці.